# Lyriothemis defonsekai
Lyriothemis defonsekai là loài chuồn chuồn trong họ Libellulidae. Loài này được van der Poorten mô tả khoa học đầu tiên năm 2009.
Đây là loài đặc hữu Sri Lanka.